# Larry Flynt

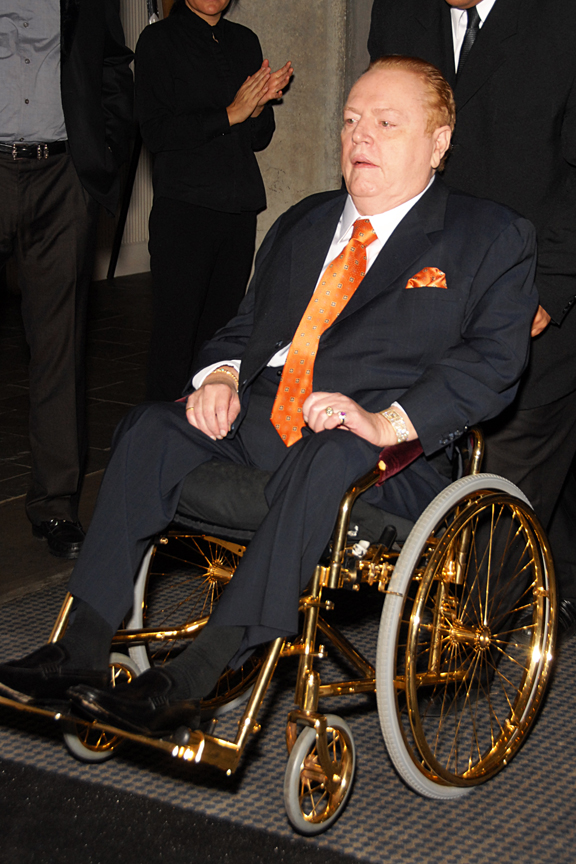
Larry Flynt en silla de ruedas

Larry Claxton Flynt Jr. (Lakeville, Kentucky, 1 de noviembre de 1942-Los Ángeles, 10 de febrero de 2021)fue un editor estadounidense, director de Larry Flynt Publications (LFP), una empresa que produce principalmente material pornográfico, incluyendo vídeos y revistas, siendo Hustler la más conocida, cuya facturación anual ronda los 150 millones de dólares.
A lo largo de su vida, tomó parte en varias batallas legales relacionadas con la primera enmienda de la constitución de los Estados Unidos y se ha postulado a la presidencia varias veces. Sufría de un trastorno bipolar y estaba paralizado de cintura abajo debido a un intento de asesinato ocurrido en 1978.

## Primeros años
Nació en Lakeville, muy cerca de Salyersville, Kentucky. De origen humilde, en 1951 su madre se divorció de su padre, un peón agrícola alcohólico que había sido veterano de la Segunda Guerra Mundial, y Larry se mudó a Hamlet, Indiana, con su madre. 
Según su autobiografía, como escuchó que sus amigos mayores decían que una relación sexual con una gallina producía una sensación parecida al sexo con una mujer, tuvo su primera experiencia sexual con una gallina, matándola después para evitar cualquier sospecha.
En 1958, cuando solo tenía quince años, Flynt se alistó en el Ejército de los Estados Unidos, utilizando un certificado de nacimiento falso, dejándolo apenas un año después. Tras un periodo trabajando como obrero y luego transportando licor ilegalmente, en 1960 se unió a la Marina y sirvió en el USS Enterprise como operador de radar.
En 1964 dejó la Marina y a inicios del año siguiente usó sus ahorros para comprar a su madre el bar que mantenía en Dayton, Ohio, el cual mejoró sustancialmente, logrando abrir otros dos bares con notable éxito; en 1968 hizo realidad su proyecto de abrir un bar-club de estriptis de cierto lujo en la misma Dayton, el primero de la ciudad con ese estilo y al cual bautizó como Hustler Club. 
Después abrió locales similares en otras ciudades del estado como Cincinnati, Cleveland, Akron, Columbus y Toledo.

## Intento de asesinato
Flynt tuvo cinco hijos y se casó cinco veces; su matrimonio más duradero fue con su cuarta esposa, Althea Leasure (1953-1987), a quien conoció en 1971, el enlace duró desde 1976 hasta la muerte de ésta en 1987. Althea tenía sida y se ahogó en la bañera, posiblemente como resultado de una sobredosis de heroína.
En 1977, Ruth Carter Stapleton (hermana del presidente Jimmy Carter) lo convirtió al cristianismo evangélico protestante. En esa época aseguró haber tenido una visión divina mientras viajaba en su jet personal y empezó a asistir a cultos religiosos, para sorpresa de sus seguidores.
Un año después, el 6 de marzo de 1978, durante un juicio en el que fue acusado de «obscenidad» en el condado de Gwinnett (Georgia), el asesino en serie y supremacista blanco Joseph Paul Franklin acribilló a disparos a Flynt y a su abogado Gene Reeves Jr. en Lawrenceville cerca de los tribunales (aunque en la película de Milos Forman, "El escándalo de Larry Flynt" el personaje víctima del ataque es Alan Isaacman, otro de los abogados de Flynt). En ese momento Franklin logró escapar. Franklin se había sentido ultrajado por unas fotos pornográficas publicadas en Hustler en las que aparecía un hombre negro y una chica blanca. Años después, Franklin confesó ser el autor de los disparos. Franklin cumplía cadena perpetua por cargos de asesinato, pero nunca fue juzgado por el intento de asesinato perpetrado contra Flynt.
Después del ataque Flynt renunció a la religión y se mudó con Althea a una mansión de Bel-Air en Los Ángeles (California).
Flynt hizo declaraciones indicando que él cree la historia de Joseph Franklin; los agentes policiales investigadores del caso comparten esa misma opinión, aunque quedan escépticos  respecto a los verdaderos motivos del crimen. Su abogado se recuperó más plenamente, pero las heridas dejaron a Flynt paralizado de cintura abajo con un dolor intenso y constante lo que hizo que Flynt se hiciera adicto a los calmantes.
Tiempo después sufrió un infarto producido por una de sus varias sobredosis de calmantes. Se recuperó pero desde ese momento tuvo dificultades en el habla. Más tarde fue intervenido quirúrgicamente en una operación en la que le anularon los nervios que le producían el intenso dolor.
Su hija mayor Tonya Flynt-Vega se convirtió al cristianismo y se hizo activista antipornografía, contra su padre. En su libro Hustled, aseguró que cuando era una niña, Flynt abusó de ella sexualmente. Flynt negó los cargos, y la desheredó.
Como epílogo del atentado, el estado de Misuri (EE. UU.) ejecutó el 20 de noviembre de 2013 al supremacista blanco y asesino en serie Joseph Paul Franklin, autor de una veintena de crímenes y del atentado que dejó en silla de ruedas a Larry Flynt. La ejecución de Franklin, de 63 años, se produjo después de que la Corte Suprema de EE. UU. rechazara un aplazamiento y ratificara así un fallo previo de un tribunal federal de apelaciones. Según el departamento correccional de Misuri, Franklin fue ejecutado en la prisión estatal de Bonne Terre poco después de las 06.00 hora local (12.00 GMT) por el asesinato de Gerald Gordon, a quien mató a las afueras de una sinagoga en St. Louis en 1977. 
Joseph Franklin, cuyos objetivos eran los negros y los judíos, fue condenado por otros siete asesinatos en todo el país y reivindicó en total una veintena de crímenes. Sus matanzas se desarrollaron entre 1977 y 1980, un periodo en el que asesinó, entre otros, a dos niños negros en Cincinnati, tras lo cual intentó matar a Larry Flynt. Tras asesinar a otros dos jóvenes negros en Salt Lake City en agosto de 1980 fue capturado en Kentucky, aunque escapó y volvió a ser detenido un mes después en Florida. En una entrevista con el diario St. Louis Post-Dispatch poco antes de morir, Franklin aseguró que ya no odiaba a los negros ni a los judíos, porque interactuó con ellos en la cárcel y "vio que eran "personas" como él". Su ejecución, realizada con el fármaco pentobarbital, fue la primera en el estado de Misuri en casi tres años.

## Sus empresas

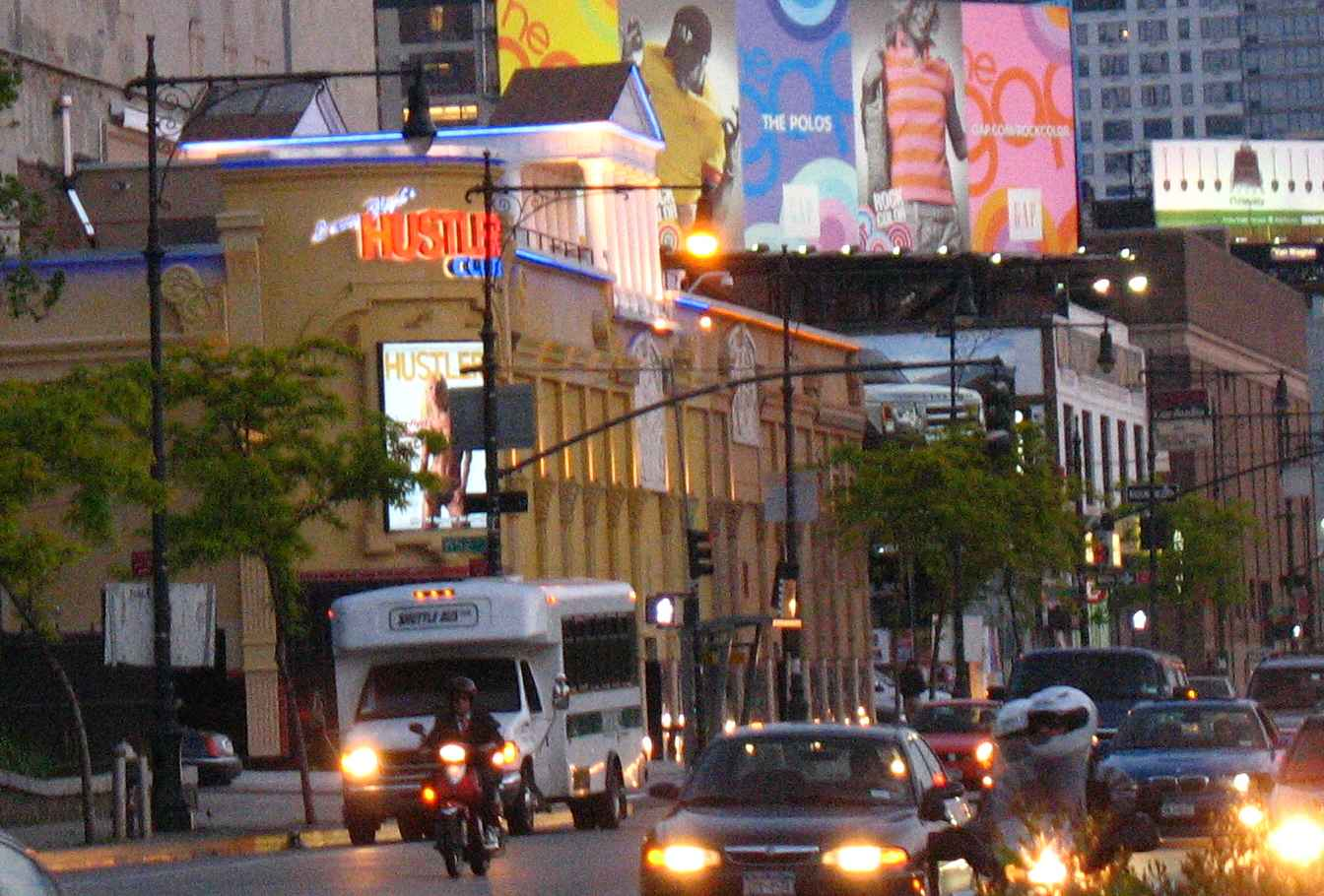
El Hustler Club de Flynt (en Nueva York).

En 1970, junto con su hermano Jimmy, Flynt era propietario de ocho clubes de estriptis (los Hustler Club) en Columbus, Toledo, Akron y Cleveland.
En julio de 1974 Flynt, conforme la economía estadounidense entraba en recesión y los Hustler Clubs se hacían menos rentables, publicó por primera vez la revista Hustler como una evolución de Hustler Newsletter, un panfleto publicitario de sus negocios, pero ahora incluyendo fotos de mujeres desnudas de modo similar a Playboy o Penthouse. La revista tuvo un comienzo difícil en el primer año, en parte porque muchos distribuidores y vendedores se negaban a venderla debido a que sus fotos de desnudos se volvían cada vez más gráficas, en un estilo que otras revistas rechazaban publicar. La revista estaba orientada a hombres de clase trabajadora y creció desde un humilde comienzo a unas ventas de tres millones (hoy el número de ejemplares es inferior a 500 000). 
La publicación de unas fotos tomadas por un paparazzo de Jacqueline Kennedy Onassis desnuda en una isla griega fue un hito en la historia de la revista. Hustler ha sido conocida por mostrar imágenes altamente explícitas de mujeres incluyendo zooms de genitales femeninos en gran tamaño, otras incluso han sido descritas como dementes tal como la de una mujer en un picador de carne o la de otra mujer con una correa de perro. Flynt después declaró que la imagen de la mujer en un picador de carne era una autocrítica a la industria pornográfica.
Ante el éxito de la revista, Flynt creó Larry Flynt Publications (LFP) en 1976. También entró en el negocio de la distribución de sus revistas de modo directo a los puestos de ventas, algo que enfadó a la mafia estadounidense, que tradicionalmente dominaba el rentable negocio de la distribución del porno. LFP no se expandió más allá del negocio de la pornografía hasta 1986. El negocio de la distribución y varias de las revistas editadas para el público en general se vendieron al comienzo de 1996, mientras LFP empezó a producir películas pornográficas en 1998.
El 22 de junio de 2000 Flynt abrió el Hustler Casino, un local dirigido a los juegos de cartas como póker o black jack situado en Los Ángeles. Debido a los problemas con la justicia en el pasado de Larry Flynt se especuló con que no se le otorgaría la licencia de juego.
Otras propiedades de Larry Flynt o LFP son: Hustler Club, un club de caballeros y Hustler Store, propiedad compartida con su hermano Jimmy. También publica la revista Barely Legal, una revista pornográfica en la que aparecen chicas jóvenes que acaban de cumplir 18 años, edad mínima para aparecer en cualquier medio pornográfico.
En 2001, la fortuna de Larry Flynt se estimaba en unos cuatrocientos millones de dólares.

## Batallas legales
Flynt se vio envuelto en muchas batallas legales relacionadas con la pornografía y la libertad de expresión, especialmente atacando la excepción de la primera enmienda de Miller vs. California (1973). Fue acusado con cargos por primera vez de obscenidad y crimen organizado en Cincinnati (Ohio) en 1976 a instancias de Charles H. Keating Jr. que lideraba el comité local antipornografía. Fue sentenciado a una pena de 7 a 25 años pero solo estuvo 6 días, la sentencia fue anulada debido a un tecnicismo. La escena de este juicio en la película El escándalo de Larry Flynt contó, curiosamente, con la participación del mismo Larry Flynt, quien interpretó al juez Morrisey.

## Política
- Flynt era demócrata y sus revistas defienden una mezcla de progresismo y liberalismo libertario. De todas formas en 1984 se presentó como candidato a la presidencia de Estados Unidos contra Ronald Reagan.

- El apoyo que ha proporcionado Flynt a causas antibélicas fue motivo de disputa interna en el movimiento antibélico durante 2004 y 2005. El apoyo de Flynt a una campaña del movimiento Not in Our Name (No en nuestro nombre) fue criticado duramente por la activista feminista Aura Bogado, por considerar que el movimiento apoyaba tácitamente actitudes racistas y misóginas al alinearse junto a Flynt. Después de ser atacada en una serie de artículos y caricaturas sexuales en la revista Hustler, Bogado hizo pública su crítica[3] Poco después de su publicación la plataforma Not in our name publicó una disculpa pública a Bogado y criticó el trato recibido en Hustler.

- Flynt fue candidato en la moción de censura contra el anterior gobernador, Gray Davis.

- Durante la moción de censura contra el presidente Bill Clinton en 1998, Flynt ofreció un millón de dólares por información de cualquier escándalo sexual que implicase a algún legislador republicano alegando que «en tiempos desesperados son necesarias medidas desesperadas». En su revista publicó los resultados bajo el título de El informe Flynt (The Flynt report). Su informe provocó la dimisión de Bob Livingston. También acusó al congresista Bob Barr de haber cometido perjurio cuando testificó sobre el aborto de su mujer.

- Flynt aseguraba haber comprado a unos soldados unas fotos en las que la soldado Jessica Lynch aparecía completamente desnuda. Lynch había saltado a los titulares como una prisionera de guerra cuando el ejército estadounidense la liberó de sus captores en Irak. Los medios de comunicación y el Departamento de Defensa se referían a ella como una heroína, mientras Flynt ―entre otros― aseguraban que Lynch estaba siendo utilizada como propaganda por la administración Bush. Al final Flynt decidió no publicar esas fotos alegando que Lynch «era una buena chica» y que «simplemente había sido utilizada por el Gobierno». Respecto a las verdaderas razones por las que Flynt no publicó las fotos hay dos hipótesis: que realmente no quería dañar la credibilidad de Lynch (ya que ella había expresado críticas contra Bush) o que nunca tuvo esas fotos.

## Fallecimiento
Larry Flynt, murió el 10 de febrero de 2021 en Los Ángeles a la edad de 78 años después de una insuficiencia cardíaca.